# Ngọc xanh biển

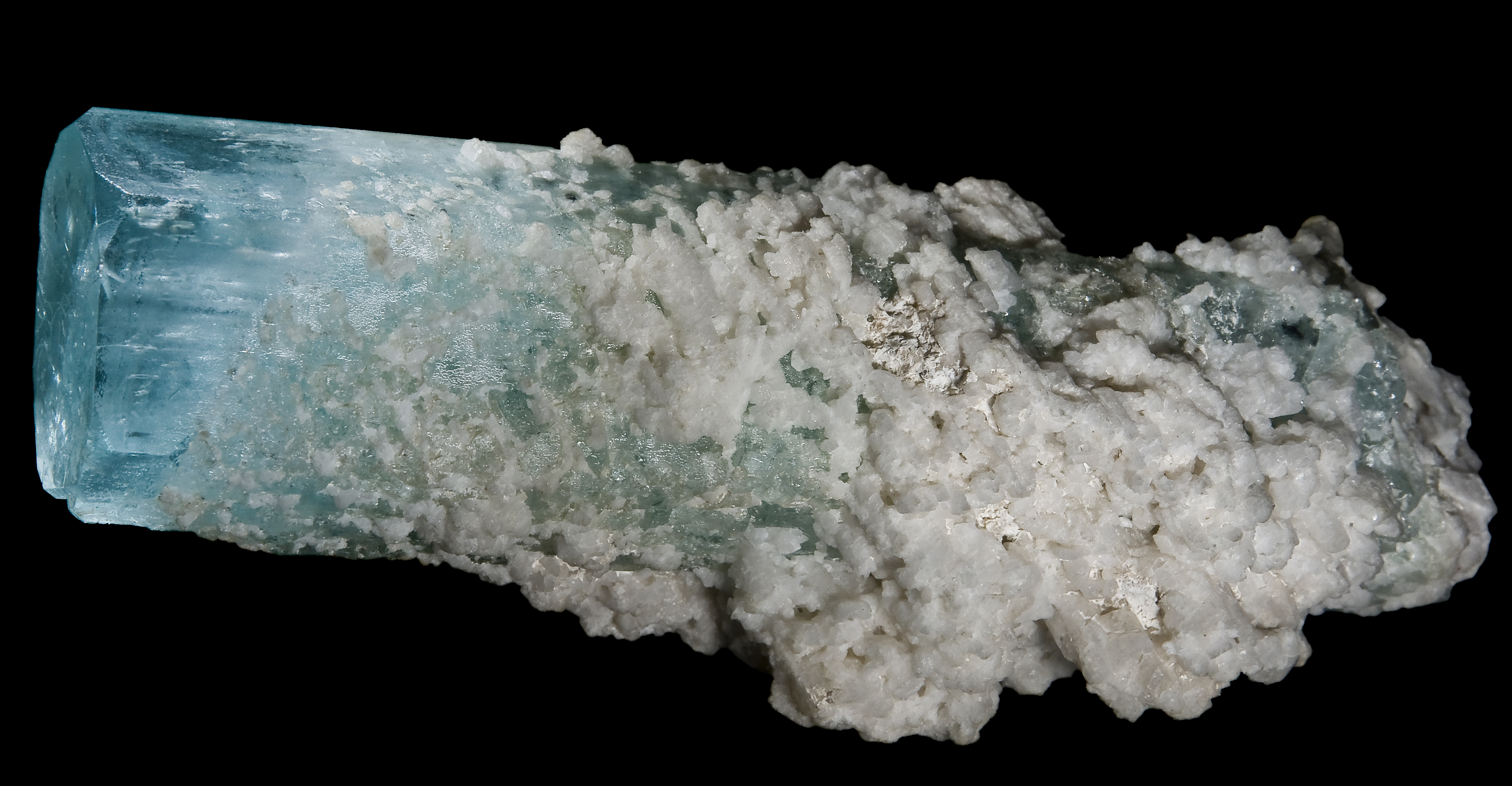
Một viên đá khoáng berin

Ngọc xanh biển hay ngọc berin hay là một loại đá quý màu xanh berin. Ngọc berin còn có tên là aquamarine (từ tiếng Latinh aqua marina nghĩa là "nước biển"). Công thức hóa học của ngọc berin là Be3Al2(SiO3)6, rất gần với ngọc lục bảo. Các loại berin có thể tìm thấy trên đất Mỹ ở gần trung tâm Colorado tại khu vực gần đỉnh núi Antero trong dãy núi Collegiate. Tại Brasil có các mỏ khai thác ở các bang Minas Gerais, Espírito Santo và Bahia.
Viên ngọc berin lớn nhất đã được tìm thấy ở Marambaia, Minas Gerais. Nó nặng trên 110 kg, với kích thước dài 48,5 cm và cao 42 cm.
Ngọc berin (aquamarine) là viên ngọc gắn với tháng Ba.